# Pete Flemming
Pete Collin Flemming (* 2005) ist ein deutscher Radsportler, der die Kurzzeitdisziplinen auf der Bahn bestreitet.

## Sportlicher Werdegang
Seit 2016 ist Pete Flemming im Radsport aktiv. 2019 startete er erstmals bei einem Sichtungsrennen des Bundes Deutscher Radfahrer. 2022 errang er bei den Junioren-WM mit Luca Spiegel, Torben Osterheld und Danny-Luca Werner die Silbermedaille im Teamsprint. Bei den nationalen Meisterschaften im selben Jahr wurde er in Sprint und Teamsprint (mit Janek Herrchen und Danny-Luca Werner) zweifacher Junioren-Meister.
2023 wurde Flemming gemeinsam mit Colin Rudolph und  Jakob Vogt Junioren-Weltmeister im Teamsprint, und im Keirin gewann er Bronze. Im Teamsprint stellte das deutsche Trio mit 43,789 Sekunden einen neuen Weltrekord auf. Bei den Junioren-Europameisterschaften 2023 holte er drei Titel: im Sprint, im Keirin und im Teamsprint (mit Rudolph und Vogt). 2024 wurde er mit Nik Schröter und Danny-Luca Werner im Teamsprint erstmals deutscher Meister der Elite.
Im Oktober 2024 wurde Pete Flemming für die Bahn-Weltmeisterschaften in Kopenhagen nominiert. Mit Henric Hackmann, Nik Schröter und Luca Spiegel belegte er im Teamsprint Platz sieben.

## Ehrungen
- 2023: Bester Nachwuchssportler des Landes Brandenburg[3]

## Erfolge

### Bahn
2022
- Junioren-Weltmeisterschaft – Teamsprint (mit Luca Spiegel, Torben Osterheld und Danny-Luca Werner)
- Deutscher Junioren-Meister – Sprint, Teamsprint (mit Janek Herrchen und Danny-Luca Werner)

2023
- Junioren-Weltmeister – Teamsprint (mit Colin Rudolph und  Jakob Vogt)
- Junioren-Weltmeisterschaft – Keirin
- Junioren-Europameister – Sprint, Keirin, Teamsprint (mit Colin Rudolph und  Jakob Vogt)
- Deutscher Junioren-Meister – Keirin, 1000-Meter-Zeitfahren, Teamsprint (mit Janek Herrchen und Danny-Luca Werner)

2024
- Deutscher Meister – Teamsprint (mit Nik Schröter und Danny-Luca Werner)